# Шиманек-Дереш, Йоланта
Йоланта Дорота Шиманек-Дереш (пол. Jolanta Dorota Szymanek-Deresz , 12 июля 1954, Пшедбуж — 10 апреля 2010, под Смоленском) — польский юрист, политический деятель. Депутат Сейма Республики Польша V и VI созывов. Глава президентской администрации при президенте Александра Квасьневского.

## Биография
Й. Шиманек-Дереш — выпускница лодзинского Лицея им. Б. Пруса. Поступила на юридический факультет Лодзинского университета, после двух лет учебы перевелась на факультет права и администрации в университет Варшавы, который окончила в 1977 году.
До 1987 работала в судебных учреждениях столицы. В 1987 году сдала экзамен на право заниматься адвокатской практикой. С 1996 — член Международной лиги конкурентного права.
В 1979—1990 — член ПОРП.
С 3 января 2000 года работала в канцелярии администрации президента Польши, с 13 июня 2000 по 18 октября 2005 года — глава президентской администрации президента Польши.
25 сентября 2005 была избрана в Сейм Республики Польша, набрав 9723 голосов в 16-м избирательном округе, как представитель коалиции Союза демократической левицы (пол. LiD) (SLD+SDPL+PD+UP).
10 апреля погибла в авиакатастрофе вместе с президентом Лехом Качинським и 87 другими членами делегации и 8 членами экипажа, направлявшимися на траурные мероприятия по случаю семидесятой годовщины расстрела польских офицеров в катынском лесу.
Похоронена на Смоленской части варшавского воинского кладбища Повонзки (Польша).

## Награды
- 2003 — Памятный знак за личный вклад в развитие трансатлантических отношений Литвы и по случаю приглашения Литовской Республики в НАТО (Литва)[1].
- 2005 — Орден Белой звезды 1-го класса (Эстония)
- 2010 — Командорский крест со звездой Ордена Возрождения Польши (посмертно).